# Llista de topònims de Montesquiu d'Albera
Llista de topònims (noms propis de lloc) de Montesquiu d'Albera (Rosselló).
Informació actualitzada per un bot. Els canvis manuals es perdran quan s'actualitzi!

## cementiri
| imatge | Nom                                   | Ubicat a            | instància de | Detalls | coordenades                                      | Protecció | Commons (més fotos) | Dades a WD                    |
| ------ | ------------------------------------- | ------------------- | ------------ | ------- | ------------------------------------------------ | --------- | ------------------- | ----------------------------- |
|        | cementiri nou de Montesquiu d'Albera  | Montesquiu d'Albera | cementiri    |         | 42° 31′ 30″ N, 2° 52′ 53″ E / 42.5251°N,2.8815°E |           |                     | Modifica les dades a Wikidata |
|        | cementiri vell de Montesquiu d'Albera | Montesquiu d'Albera | cementiri    |         | 42° 31′ 13″ N, 2° 52′ 45″ E / 42.5202°N,2.8793°E |           |                     | Modifica les dades a Wikidata |

## edifici
| imatge | Nom                            | Ubicat a            | instància de | Detalls | coordenades                                                                   | Protecció | Commons (més fotos) | Dades a WD                    |
| ------ | ------------------------------ | ------------------- | ------------ | ------- | ----------------------------------------------------------------------------- | --------- | ------------------- | ----------------------------- |
|        | Castell de Montesquiu d'Albera | Montesquiu d'Albera | edifici      |         | 42° 31′ 04″ N, 2° 52′ 55″ E / 42.517861111111°N,2.882°E 192.2 msnm            |           |                     | Modifica les dades a Wikidata |
|        | Torre de Sant Cristau          | Montesquiu d'Albera | edifici      |         | 42° 29′ 31″ N, 2° 53′ 26″ E / 42.491944444444°N,2.8906388888889°E 1013.5 msnm |           |                     | Modifica les dades a Wikidata |

## església
| imatge | Nom                        | Ubicat a            | instància de          | Detalls | coordenades                                                                   | Protecció                     | Commons (més fotos)                              | Dades a WD                    |
| ------ | -------------------------- | ------------------- | --------------------- | --- | ----------------------------------------------------------------------------- | ----------------------------- | ------------------------------------------------ | ----------------------------- |
|        | Sant Cristau d'Albera      | Montesquiu d'Albera | església Ús: església | Estil: art preromànic Estat: ruïnós Anomenat per: Sant Cristòfor de Lícia Dedicat a: Sant Cristòfor de Lícia | 42° 29′ 31″ N, 2° 53′ 27″ E / 42.4919°N,2.8907°E Catalunya del Nord 1011 msnm |                               |                                                  | Modifica les dades a Wikidata |
|        | Sant Sadurní de Montesquiu | Montesquiu d'Albera | església Ús: església | Estil: arquitectura romànica Anomenat per: Sadurní de Tolosa Dedicat a: Sadurní de Tolosa                    | 42° 31′ 13″ N, 2° 52′ 47″ E / 42.520222222222°N,2.8796388888889°E 144.6 msnm  | monument històric inventariat | Église Saint-Saturnin de Montesquieu-des-Albères | Modifica les dades a Wikidata |

## muntanya
| imatge | Nom                        | Ubicat a                                                    | instància de | Detalls | coordenades                                                                  | Protecció | Commons (més fotos)  | Dades a WD                    |
| ------ | -------------------------- | ----------------------------------------------------------- | ------------ | ------- | ---------------------------------------------------------------------------- | --------- | -------------------- | ----------------------------- |
|        | Puig Petit de Sant Cristau | Rosselló Montesquiu d'Albera Vilallonga dels Monts l'Albera | muntanya     |         | 42° 29′ 31″ N, 2° 53′ 41″ E / 42.492056°N,2.894639°E                         |           |                      | Modifica les dades a Wikidata |
|        | Puig de Sant Cristau       | l'Albera Montesquiu d'Albera Pirineus Orientals             | muntanya     |         | 42° 29′ 31″ N, 2° 53′ 27″ E / 42.4920219845°N,2.89069878728°E 1015 msnm      |           | Puig de Sant Cristau | Modifica les dades a Wikidata |
|        | Puig de l'Estella          | Montesquiu d'Albera Morellàs i les Illes                    | muntanya     |         | 42° 30′ 22″ N, 2° 50′ 32″ E / 42.506°N,2.842167°E                            |           |                      | Modifica les dades a Wikidata |
|        | Puig de la Balma           | Montesquiu d'Albera                                         | muntanya     |         | 42° 29′ 43″ N, 2° 52′ 43″ E / 42.495138888889°N,2.8785277777778°E 863.1 msnm |           | Puig de la Balma     | Modifica les dades a Wikidata |
|        | Puig de la Branca          | Rosselló Montesquiu d'Albera l'Albera                       | muntanya     |         | 42° 29′ 31″ N, 2° 53′ 08″ E / 42.492°N,2.885528°E                            |           |                      | Modifica les dades a Wikidata |
|        | Puig de la Petita          | Rosselló Montesquiu d'Albera l'Albera                       | muntanya     |         | 42° 29′ 35″ N, 2° 52′ 14″ E / 42.493083°N,2.870417°E                         |           |                      | Modifica les dades a Wikidata |

## port de muntanya
| imatge | Nom                  | Ubicat a                       | instància de     | Detalls | coordenades                                                     | Protecció | Commons (més fotos) | Dades a WD                    |
| ------ | -------------------- | ------------------------------ | ---------------- | ------- | --------------------------------------------------------------- | --------- | ------------------- | ----------------------------- |
|        | Coll de Dellà        | Montesquiu d'Albera les Cluses | port de muntanya |         | 42° 30′ 01″ N, 2° 51′ 10″ E / 42.500257°N,2.852701°E 288.5 msnm |           |                     | Modifica les dades a Wikidata |
|        | Coll de Llinars      | Montesquiu d'Albera l'Albera   | port de muntanya |         | 42° 29′ 41″ N, 2° 52′ 55″ E / 42.494861°N,2.881944°E            |           |                     | Modifica les dades a Wikidata |
|        | Coll de Lluja        | Montesquiu d'Albera les Cluses | port de muntanya |         | 42° 29′ 44″ N, 2° 51′ 42″ E / 42.495694°N,2.861694°E            |           |                     | Modifica les dades a Wikidata |
|        | Coll de l'Espinàs    | Montesquiu d'Albera            | port de muntanya |         | 42° 30′ 03″ N, 2° 52′ 19″ E / 42.500972°N,2.872056°E            |           |                     | Modifica les dades a Wikidata |
|        | Coll de la Branca    | Montesquiu d'Albera            | port de muntanya |         | 42° 29′ 31″ N, 2° 53′ 14″ E / 42.491917°N,2.887139°E            |           |                     | Modifica les dades a Wikidata |
|        | Coll de la Cortaleta | Montesquiu d'Albera            | port de muntanya |         | 42° 30′ 00″ N, 2° 52′ 31″ E / 42.500028°N,2.875222°E            |           |                     | Modifica les dades a Wikidata |
|        | Coll de la Petita    | Montesquiu d'Albera l'Albera   | port de muntanya |         | 42° 29′ 33″ N, 2° 52′ 06″ E / 42.492528°N,2.868361°E            |           |                     | Modifica les dades a Wikidata |
|        | Coll de la Taula     | Montesquiu d'Albera            | port de muntanya |         | 42° 30′ 14″ N, 2° 51′ 55″ E / 42.503861°N,2.865139°E            |           |                     | Modifica les dades a Wikidata |
|        | Coll dels Verns      | Montesquiu d'Albera            | port de muntanya |         | 42° 30′ 15″ N, 2° 53′ 22″ E / 42.504083°N,2.889306°E            |           |                     | Modifica les dades a Wikidata |

## Misc
| imatge | Nom                                    | Ubicat a                      | instància de                                      | Detalls                                                   | coordenades | Protecció | Commons (més fotos)                  | Dades a WD                    |
| ------ | -------------------------------------- | ----------------------------- | ------------------------------------------------- | --------------------------------------------------------- | --- | --------- | ------------------------------------ | ----------------------------- |
|        | Font del Carex                         | Montesquiu d'Albera           | font                                              |                                                           | 42° 30′ 55″ N, 2° 53′ 15″ E / 42.5152°N,2.887543°E |           |                                      | Modifica les dades a Wikidata |
|        | Mare de Déu dels Agullons              | Montesquiu d'Albera           | santuari                                          |                                                           | 42° 34′ 41″ N, 2° 59′ 25″ E / 42.578194444444°N,2.9903611111111°E 60.6 msnm                                                                           |           |                                      | Modifica les dades a Wikidata |
|        | Ribera de Sant Cristau                 | Montesquiu d'Albera           | curs d'aigua                                      | Llarg: 7.6km                                              | 42° 29′ 44″ N, 2° 52′ 22″ E / 42.495555555555555°N,2.872777777777778°E 42° 32′ 49″ N, 2° 56′ 05″ E / 42.54694444444444°N,2.9347222222222222°E         |           |                                      | Modifica les dades a Wikidata |
|        | Tec                                    | Pirineus Orientals            | riu                                               | Desemboca: mar Mediterrània Llarg: 84.1km Conca: 721km²   | 42° 35′ 25″ N, 3° 02′ 42″ E / 42.59027778°N,3.045°E 42° 25′ 22″ N, 2° 19′ 20″ E / 42.4229°N,2.3223°E 42° 35′ 21″ N, 3° 02′ 42″ E / 42.5893°N,3.0451°E |           | Tech (river)                         | Modifica les dades a Wikidata |
|        | Viaducte del Tec                       | Montesquiu d'Albera Tresserra | viaducte d'una línia ferroviària d'alta velocitat | Travessa: Tec Hi passa: LAV Perpinyà-Figueres Llarg: 392m | 42° 32′ 07″ N, 2° 51′ 23″ E / 42.53529256956102°N,2.8563050685558307°E                                                                                |           |                                      | Modifica les dades a Wikidata |
|        | casa de la vila de Montesquiu d'Albera | Montesquiu d'Albera           | instal·lació Ús: seu del govern local             |                                                           | 42° 31′ 08″ N, 2° 52′ 46″ E / 42.5187964364843°N,2.87955870888608°E fr:66740 MONTESQUIEU-DES-ALBERES                                                  |           | Town hall of Montesquieu-des-Albères | Modifica les dades a Wikidata |
|        | dolmen del Quadró                      | Montesquiu d'Albera           | dolmen                                            |                                                           | 42° 31′ 47″ N, 2° 53′ 11″ E / 42.529861111111°N,2.88625°E                                                                                             |           |                                      | Modifica les dades a Wikidata |